# Krater Steinheim
Krater Steinheim – krater uderzeniowy w zachodniej części Bawarii w Niemczech. W jego wnętrzu położona jest miejscowość Steinheim am Albuch.
40 kilometrów na północny wschód od krateru Steinheim znajduje się krater Nördlinger Ries o ponad sześciokrotnie większej średnicy. Uważa się, że oba kratery utworzyło uderzenie w Ziemię planetoidy o średnicy ok. 1,5 km i jej księżyca o średnicy ok. 100–150 m.
Z impaktami tymi związane jest powstanie minerału mołdawitu, występującego w Czechach.

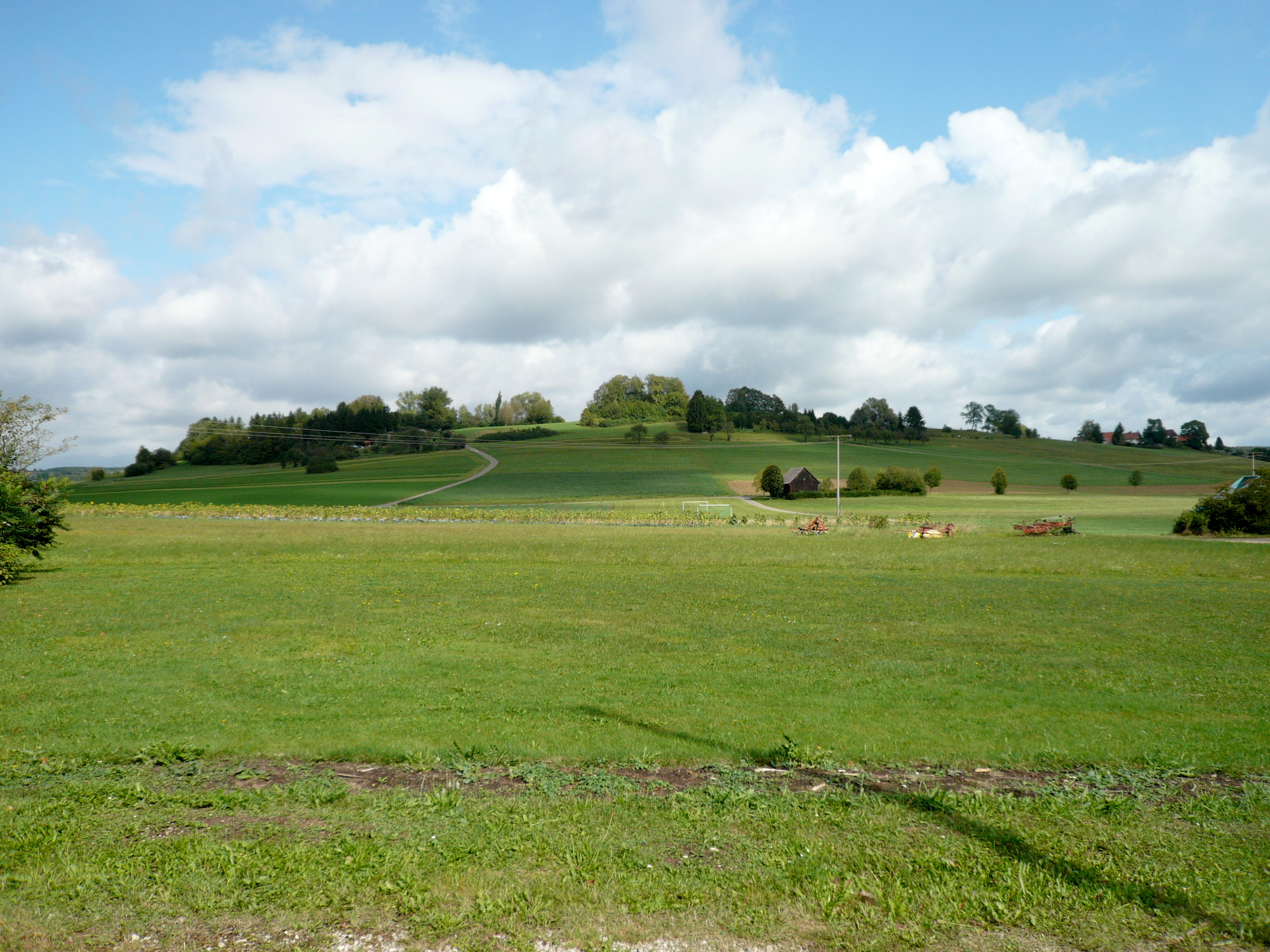
Wyniesienie centralne krateru

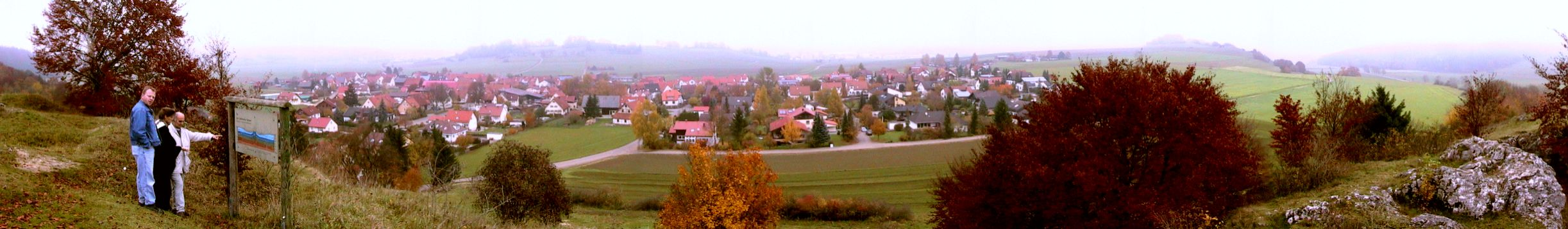
Panorama krateru Steinheim